# Cicloficina

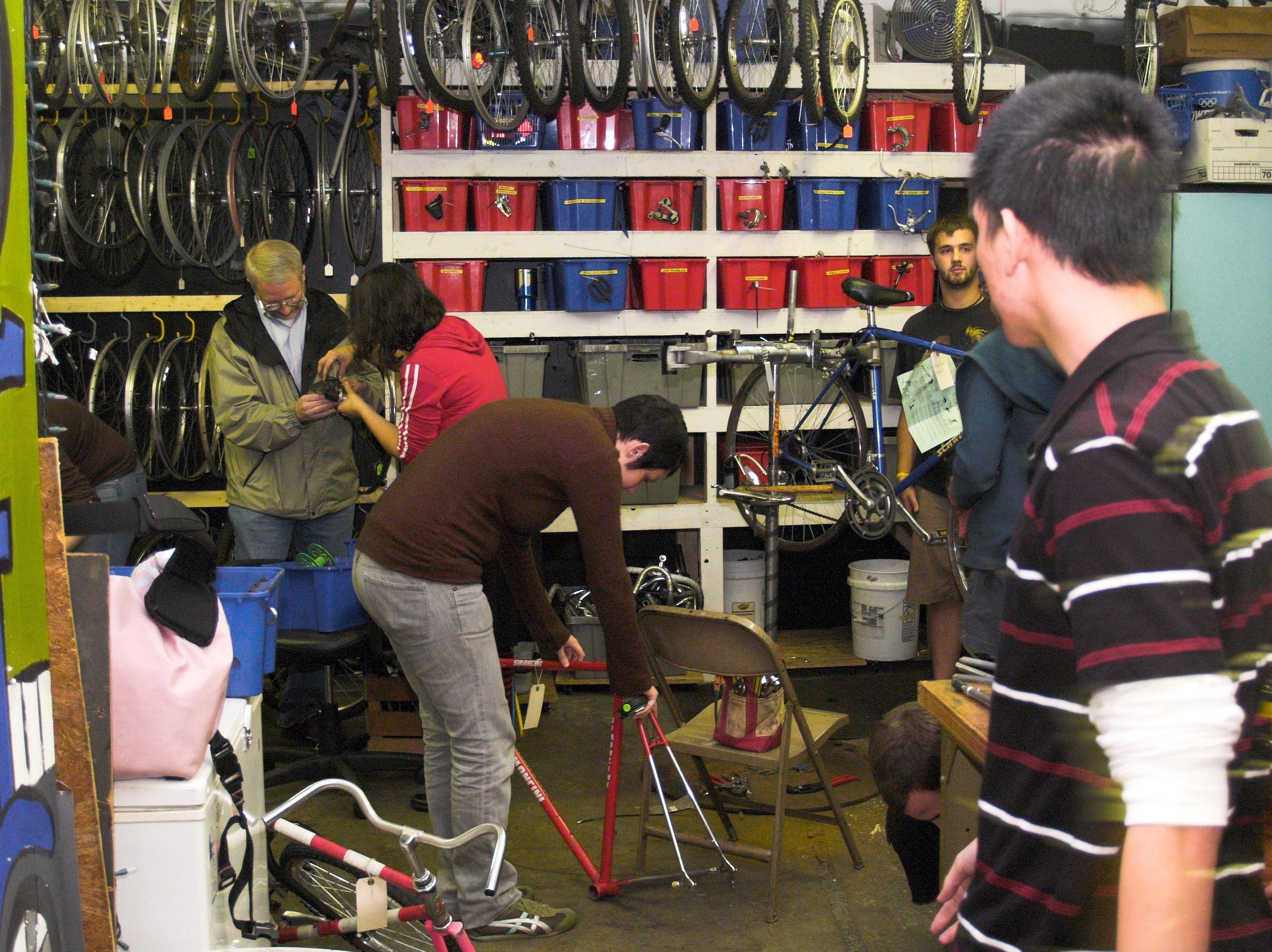

Cicloficina (do grego kyklos, que significa roda; com officina, do latim, fábrica ou ateliê) é uma designação geral para oficinas de bicicletas sem fins lucrativos. Estas oficinas, de participação aberta e voluntária, prestam por norma assistência técnica gratuita à população ciclística. Em Portugal, existem várias cicloficinas, embora o seu modelo de funcionamento e frequência possam variar de local para local.
O termo cicloficina é uma tradução do termo italiano ciclofficina, que se julga ser o original.

## Objetivos
- Promoção do uso quotidiano da bicicleta
- Aumento das interações e fortalecimento das relações da comunidade.
- Ensino da regulação, ajuste, reparação, afinação, manutenção e mecânica de bicicletas, de modo a aumentar a autonomia dos utilizadores
- Fornecimento das condições - espaço de encontro e reparação, ferramentas, peças e tutoria - que possibilitam as supracitadas atividades
- Recuperação, reciclagem e reutilização de bicicletas e componentes